# 사월역
사월역(Sawol station, 沙月驛)은 대구광역시 수성구 신매동에 있는 대구 도시철도 2호선의 전철역이다.
유치선 설치역으로, 심야에 전동열차 2편성이 영남대에서 운행을 마치고 이 역으로 돌아와서 주박한 후 다음날 새벽에 영남대역으로 회송하여 운행을 시작한다. 욱수천 하저 터널로 신매역과 연결된다.

## 특징
대구광역시 수성구 신매동·사월동과 경상북도 경산시 중산동 시경계 인근에 있어서 대구와 경산을 오가는 시내버스를 이용하는 승객이 많으며, 2009년 1월 17일부터 경산시 시내버스들과 대구광역시 시내버스 및 대구 도시철도와 통합 환승 정책이 실시되면서 이용객이 증가했다. 2011년 6월 10일에는 사월역 작은도서관이 들어왔다. 2012년 9월 19일 경산 구간의 개통 후 수요가 분산되어 이용객이 크게 감소했으며, 경산 연장 후에는 정평역에서 환승하기가 애매한 경산역 및 경산시장, 경산오거리(경산시외버스정류장), 중산지구(펜타힐즈) 일대 주민들의 주된 도시철도 환승역으로 이용되고 있다. 2호선 경산 연장 구간 개통 이전에는 이 역이 경산권 대학교들의 셔틀버스 기점으로 이용되었으나, 이에 따른 차로 정체 및 소음에 따른 주변의 아파트 단지 주민들의 민원에 따라 영남역 전 구간 개통 이후 몇몇 셔틀버스들의 기점이 임당역으로 이전되었다. 이마트 경산점 인근에 경산시 중산동과의 경계가 있고, 달구벌대로가 끝나면서 대학로로 바뀐다. 이 역과 정평역 사이에 있는 중산삼거리 아래로는 경부선이 교차 통과한다. 사월역을 경유하는 시내버스 노선들은 정평역 방면으로 직진하는 노선들이 적고, 대부분 중산삼거리에서 경산역·경산시장·경산오거리로 들어간다.
기점인 문양역과 정확히 28km 떨어져 있는 역이다.

## 역명의 유래
이곳은 원래 경산군 서면의 지역이었으며, 사토리(乍吐里), 사돌, 사월(沙月) 이라 하였다. 1914년 행정구역 개편에 따라 경산군 고산면 사월리가 되었으며, 1981년도에 대구직할시 수성구 사월동으로 편입된 지역이다. 다만 사월동의 일부가 신매동으로 편입되면서, 역명과 달리 현재 소재지는 신매동이고 사월동 측 출구는 4번 출구만 있다.

## 역사
- 2005년 10월 18일 : 대구 도시철도 2호선 개통과 함께 시·종착역으로 영업 개시
- 2012년 9월 19일 : 영남대역 연장 개통에 따라 중간역으로 전환
- 2017년 5월 25일 : 스크린도어 설치

## 역 구조
1면 2선의 파란색 기둥의 섬식 승강장이 있는 지하역이다. 스크린도어가 설치되어 있다.
역 주변이 약간의 언덕이 있고, 승강장은 지하 4층에 있어서 역 깊이가 깊은 편이다.
역명과 달리 사월동으로 나가는 출구는 4번 출구뿐이며, 나머지 출구들은 신매동에 있다. 본래는 모든 출구가 사월동 소재였는데, 사월동의 일부가 신매동으로 편입됐기 때문이다.
유치선 설치역으로, 평시에는 심야에 운행 종료 후 선로 정비용으로 다니는 모터카가 유치선에 유치되어 있다.
사월역 목전인 신매교 근처에 대구교통공사 사월관리소가 있으며, 영남대 연장 후에도 전동열차 2편성이 이 역으로 회송해서 주박하기 때문에 운전상으로는 매우 중요한 역이다.

### 승강장
| 신매 ↑   |
| 하 상 \| |
| ↓ 정평   |

| 상행 | ● 대구 도시철도 2호선 | 반월당·용산·문양 방면 |
| 하행 | ● 대구 도시철도 2호선 | 정평·임당·영남대 방면 |

- 승강장에서 반대 방향 열차로 탑승할 수 있다.

## 역 주변
| 나가는 곳 | 방면 |
| --------- | --- |
| 1         | 신매동 시지3차신매보성타운 신매우방타운 시지1차 태왕하이츠 시지2차사월보성타운 IM뱅크 사월지점 경일라임빌 아이프라임신매 웰리치시지 |
| 2         | 효성 주상복합아파트 지하철2호선 사월관리소 고산1동 행정복지센터 시지3차태왕하이츠 새마을금고 수성중앙새마을금고 고산지점 웰리치시지 |
| 3         | 경산시 (시경계) 경산네거리 사월화성파크드림 사월한라하우젠트 시지1st 지엠대우수성정비사업소 하나은행                                |
| 4         | 사월동 시지푸르지오아파트 시지6차 태왕리더스 시지대성유니드                                                                         |

## 승차량 변동
대구 도시철도 2호선의 경산시 연장 구간이 개통되기 전인 2011년까지는 사월역이 2호선의 역들 중 환승역인 반월당역에 이어 두 번째로 많은 승·하차량을 기록했으나, 2012년 9월 19일 종착역이 영남대역으로 연장되고 일부 경산권 대학교들의 셔틀버스들이 임당네거리로 기점을 옮기는 등 수요가 크게 분산되어 승·하차량 순위가 영남대역 및 용산역에 밀려 4위까지 크게 떨어졌다. 2011년에는 하루 평균 이용객이 9,940명 정도로 최고기록을 경신하였으나, 영남대역이 개통하고 나서는 승객이 줄어 2012년에는 8,598명을 기록하였고, 다음 해인 2013년에 이용객이 폭감하면서 5,160명까지 줄어들었다. 2017년 이후로는 중산지구(펜타힐즈) 개발로 이용객이 조금씩 증가하고 있다. 다만 2020년에는 코로나19 바이러스 확산으로 인해 대중교통 이용객이 줄어들면서 이용객이 감소하였다.
| 노선  | 승차 인원 | 승차 인원 | 승차 인원 | 승차 인원 | 승차 인원 | 승차 인원 | 승차 인원 | 승차 인원 | 승차 인원 | 승차 인원 | 승차 인원 | 승차 인원 | 승차 인원 |       |
| 노선  | 2005년    | 2006년    | 2007년    | 2008년    | 2009년    | 2010년    | 2011년    | 2012년    | 2013년    | 2014년    | 2015년    | 2016년    | 2017년    |       |
| ----- | --------- | --------- | --------- | --------- | --------- | --------- | --------- | --------- | --------- | --------- | --------- | --------- | --------- | ----- |
| 2호선 | 5,087     | 5,772     | 6,827     | 7,787     | 8,887     | 9,349     | 9,939     | 8,598     | 5,160     | 4,861     | 4,812     | 4,763     | 4,490     | [ 2 ] |
| 노선  | 2018년    | 2019년    | 2020년    | 2021년    |           |           |           |           |           |           |           |           |           |       |
| 2호선 | 4,606     | 4,738     | 3,031     |           |           |           |           |           |           |           |           |           |           |       |

## 인접한 역
| 대구 도시철도 2호선 | 대구 도시철도 2호선   | 대구 도시철도 2호선  |
| ------------------- | --------------------- | -------------------- |
| 240 신매 문양 방면  | ● 대구 도시철도 2호선 | 242 정평 영남대 방면 |